# Villiers (Vienne)
Villiers ist eine französische Gemeinde mit 955 Einwohnern (Stand: 1. Januar 2022) im Département Vienne in der Region Nouvelle-Aquitaine; sie gehört zum Arrondissement Poitiers und zum Kanton Migné-Auxances.

## Geographie
Villiers liegt etwa 15 Kilometer nordwestlich von Poitiers. Umgeben wird Villiers von den Nachbargemeinden Charray im Norden und Nordosten, Yversay im Osten, Vouillé im Süden, Frozes im Westen sowie Champigny en Rochereau im Nordwesten.

## Bevölkerungsentwicklung
| Jahr      | 1962 | 1968 | 1975 | 1982 | 1990 | 1999 | 2006 | 2012 |
| Einwohner | 409  | 402  | 423  | 472  | 533  | 664  | 806  | 857  |

## Sehenswürdigkeiten

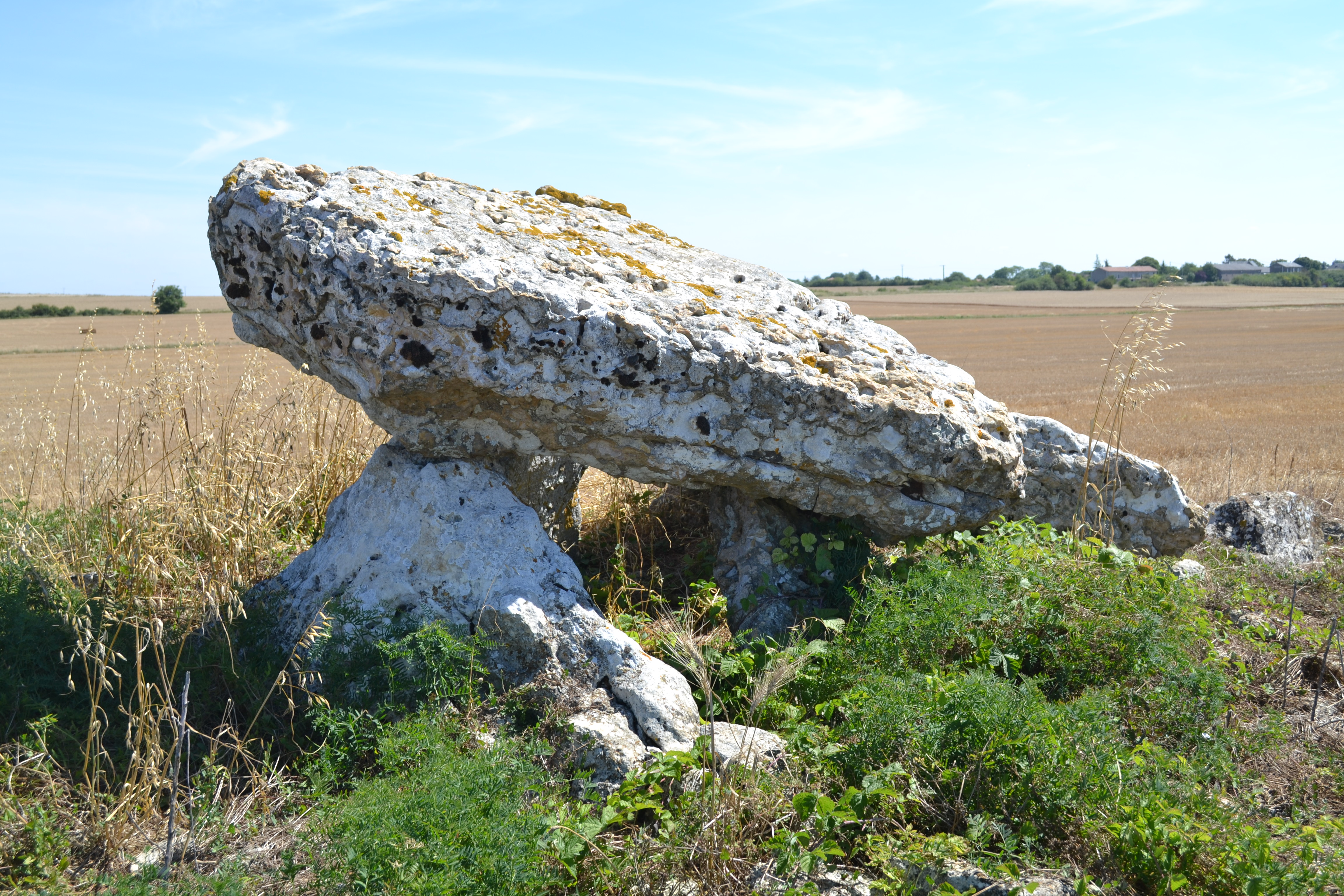
Pierre de Massigny

- Dolmen Pierre de Massigny, Monument historique seit 1971